# Batueta
Batueta es un género de arañas araneomorfas de la familia Linyphiidae. Se encuentra en el Este de Asia y Sudeste de Asia.

## Lista de especies
Según The World Spider Catalog 12.0:
- Batueta similis Wunderlich & Song, 1995
- Batueta voluta Locket, 1982